# Jean-Jacques Barre
Jacques-Jean Barre (Parigi, 3 agosto 1793 – Parigi, 10 giugno 1855) è stato un medaglista e incisore francese, che è stato Graveur général des monnaies alla Monnaie de Paris dal 1842 al 1855.

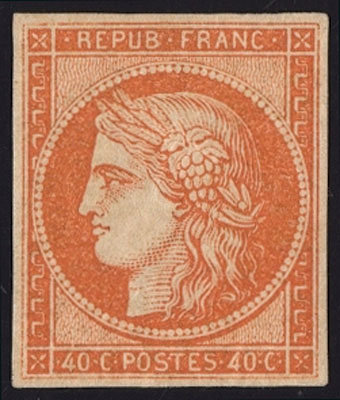
Serie Cérès

Ha anche disegnato ed inciso le prime due serie di francobolli francesi, il tipo Cérès e quello con il ritratto di Napoleone III.

## Biografia
L'ordine dei suoi nomi varia secondo le pubblicazioni: Jean-Jacques Barre in numismatica e Jacques-Jean Barre in filatelia.
Barre entra come operaio incisore verso 1810 alla Monnaie de Paris, la zecca parigina. Succede come incisore capo a Nicolas-Pierre Tollier dopo la sua morte nel 1842. Il re Luigi Filippo gli commissiona in particolare dei grandi ritratti per medaglioni in gesso di numerosi membri della famiglia reale.
Sotto la Seconda repubblica, è incaricato del disegno e dell'incisione dei biglietti da 500 e 1000 franchi del cosiddetto "tipo 1842". Crea nel 1848 la matrice per il nuovo Gran sigillo della Repubblica e quello dell'Assemblea nazionale della Seconda repubblica. È anche il disegnatore e incisore dei primi francobolli francesi, quello con l'effigie di Cerere  (serie Cérès) e quelle di Napoleone III  (serie Napoleone III Presidenza e Impero), che furono stampate all'officina della zecca da Anatole Hulot fino al 1876.
La Seconda Repubblica ebbe la monetazione limitata, ad eccezione del pezzo da 5 franchi del tipo Dupré, e Barre dovette attendere l'elezione nel dicembre 1848 come presidente della Repubblica di Louis-Napoléon Bonaparte, futuro Napoleone III, per incidere dei conii. Realizza per il breve periodo repubblicano prima del colpo di Stato del 2 dicembre 1851, l'incisione dei pezzi da 5 e da 1 franco con l'effigie di Luigi Napoleone a testa scoperta. Poi, essendo stato proclamato l'impero nel 1852, incidi gli stessi tipi con la nuova legenda EMPIRE FRANÇAIS e NAPOLÉON III EMPEREUR.
Incide anche i pezzi da 1 e 2 centesimi svizzeri battuti dal 1850 al 1946.
Malato, si dimette dai suoi incarichi nel 1855.

## Eredità

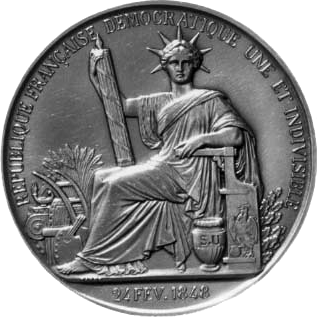
Gran sigillo della Repubblica Francese, inciso da Barre nel 1848

Suo figlio, Désiré-Albert Barre gli succede nell'incarico di Graveur général des monnaies ed è a quest'ultimo che si deve l'incisione delle monete e dei francobolli del Secondo impero con l'effigie di Napoleone III con la testa laureata. Désiré Albert è anche il padre della medaglia di Sant'Elena. Rompe con Hulot nel 1866.
Il figlio maggiore di Jacques Jean-Barre, Jean-Auguste Barre (1811-1896), scultore di talento, e ritrattista della famiglia imperiale,  successe al fratello cadetto come Graveur général des monnaies nel 1878 sotto la Terza Repubblica, ma occupa questa funzione solo un anno.